# Jean Colombera
Jean Colombera, né le 2 février 1954 à Esch-sur-Alzette (Luxembourg), est un médecin généraliste, homéopathe et homme politique luxembourgeois.

## Biographie
Né à Esch-sur-Alzette, Jean Colombera est d'origine italienne. Comme le droit du sol ne s'applique pas au Luxembourg, il n'obtient la nationalité luxembourgeoise qu'à la fin des années 1990. D'abord de tendance écologiste et europhile, l'obtention de la citoyenneté lui permet de se présenter comme député à la Chambre. Pour ce faire, il demande à l'homme politique Jean-Pierre Koepp (en) la possibilité de rejoindre la liste du Comité d'action pour la démocratie et des retraites justes (ADR) dans la circonscription Nord.
Lors des élections législatives de 1999, Jean Colombera est élu, terminant de justesse deuxième — derrière Jean-Pierre Koepp — sur la liste de l'ADR. Jean Colombera n'est pas réélu aux législatives de 2004, l'ADR ayant perdu son deuxième siège dans le Nord. Il parvient à retrouver sa place lors des législatives de 2009, après le départ à la retraite de Jean-Pierre Koepp. Le parti se place alors à la cinquième position dans la circonscription.
Jean Colombera est un militant en faveur de la légalisation du cannabis à usage médical. Il est à la tête de l'Union francophone pour les cannabinoïdes en Mmdecine (UFCM). Il fait l'objet d'une enquête pour prescription de cannabinoïdes à ses patients, en vertu de la loi luxembourgeoise sur les stupéfiants,.

## Décorations
- Officier de l'ordre de Mérite du grand-duché de Luxembourg (Luxembourg, 2004)
- Officier de l'ordre de la Couronne de chêne (Luxembourg, 2014).

## Publications
- (de) Jean Colombera, Hermes und Aphrodite Sachbuch in Form eines Romans, Francfort-sur-le-Main, August von Goethe Literaturverlag, 2008, 152 p. (ISBN 978-3-8372-0327-1 et 978-1-84698-918-6, OCLC 301979415, lire en ligne).
- (de) Jean Colombera, Sklaven und Opfer Sachbuch in Form eines Romans, Francfort-sur-le-Main, August von Goethe Literaturverlag, 2009 (ISBN 978-3-8372-0451-3, OCLC 320536867, lire en ligne).